# Semiothisa subcaudaria
Semiothisa subcaudaria är en fjärilsart som beskrevs av Walker 1861. Semiothisa subcaudaria ingår i släktet Semiothisa och familjen mätare. Inga underarter finns listade i Catalogue of Life.